# Incendies de forêt en Sibérie en 2022
Les incendies de forêt en Sibérie de 2022-2023 sont une série d'incendies de forêt en cours en Russie qui ont commencé en Sibérie début mai 2022. Les incendies sont concentrés dans les régions de Krasnoïarsk, de l'Altaï, d'Irkoutsk, de Kemerovo, d'Omsk, de Kourgan, de Khakassie et des républiques de Sakha. La superficie totale des incendies, au 10 mai 2023, était estimée à 5,2 millions d'hectares.

## Chronologie et causes de l'incendie
Les causes possibles d'incendies sont une manipulation imprudente du feu lors des pique-niques des vacances de mai, des courts-circuits des lignes électriques et des sous-stations ou des incendies d'herbe sèche. Trois employés du distributeur d'électricité Krasnoyarsk Energo ont été arrêtés et inculpés d'homicide involontaire.
Le 11 mai, 1 298 bâtiments dans 60 colonies ont brûlé, dont 200 maisons, et au moins 13 personnes sont mortes, dont un enfant,.Dans la ville de Krasnoïarsk, les autorités ont constaté que les concentrations de particules fines dans l'air dépassaient les niveaux considérés comme dangereux pour la santé humaine en raison de la fumée des incendies de forêt. Un compte de l'association civile d'Omsk a déclaré sur Twitter que le gouverneur de la région était occupé à organiser des festivals pro-Poutine et qu'il n'y avait aucune action claire de la part du ministère régional des Situations d'urgence.
Le président russe Vladimir Poutine a exhorté les autorités à prendre des mesures plus fermes pour empêcher la propagation des incendies de forêt. On prétend qu’ils ne sont pas contrôlés en raison du détournement de ressources en vue de l’invasion russe de l’Ukraine en 2022,,,. La fumée des incendies de forêt a atteint l’ouest des États-Unis et a détérioré la qualité de l’air sur la côte californienne.
Le 3 juillet 2023, l'état d'urgence a été déclaré dans l'Extrême-Orient russe. Plus de 110 incendies de forêt ravageaient 62 000 hectares.